# シティ・アンド・サウス・ロンドン鉄道

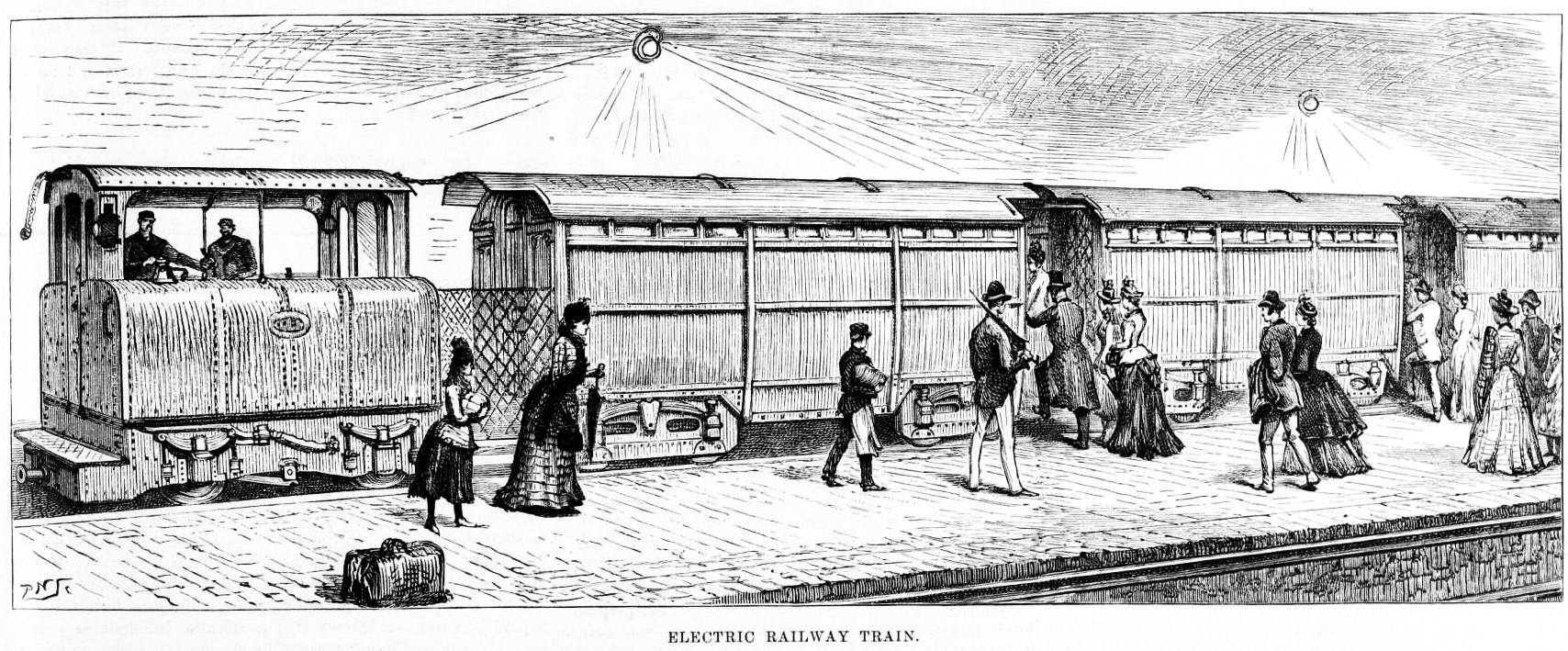
1890年のイラストレイテド・ロンドン・ニュースに掲載された、シティ・アンド・サウス・ロンドン鉄道の列車の絵

シティ・アンド・サウス・ロンドン鉄道（シティ・アンド・サウス・ロンドンてつどう、英語: City and South London Railway、略称: C&SLR）は、世界で初めて地下深くに建設された鉄道「チューブ」であり、また主要な鉄道路線として初めて電気鉄道を採用した鉄道である。当初は、列車をケーブルで牽引して走らせることを意図していたが、建設中にケーブルを請け負っていた事業者が倒産したことから、当時はまだ実験的な技術であった、電気機関車を用いた電気鉄道の技術が代わりに採用された。
1890年に開通した時点で、全長3.2マイル（約5.1キロメートル）の路線には6つの駅があり、シティ・オブ・ロンドンとストックウェルの間をテムズ川の下をくぐって2本のトンネルで結んでいた。トンネルの直径が車両の大きさを制約しており、小さな客車に高い背もたれの付いた座席を備えていたことから、精神病院の保護室（クッション壁の部屋）とあだ名された。路線は南北に何度か延長され、最終的にロンドン北部のカムデン・タウンからサリーのモーデンまで、13.5マイル（約21.7キロメートル）の距離に22の駅を持つようになった。
シティ・アンド・サウス・ロンドン鉄道はとてもよく利用されていたが、運賃が安かったことと延長工事に要した建設費のために経営は困難であった。1913年に地下鉄グループの鉄道各社の一員となり、1920年代にはグループの1社であるチャリングクロス・ユーストン・アンド・ハムステッド鉄道（英語: Charing Cross, Euston and Hampstead Railway）との合併に際して大規模な改良工事を行い、ロンドン地下鉄のノーザン線と呼ばれるようになった。1933年にシティ・アンド・サウス・ロンドン鉄道やそのほかの地下鉄グループ各社は公的所有に移管された。こんにちではそのトンネルと駅は、カムデン・タウンからケンニントンまでのバンク支線と、ケンニントンからモーデンまでの南部の路線を形成している。

## 設立

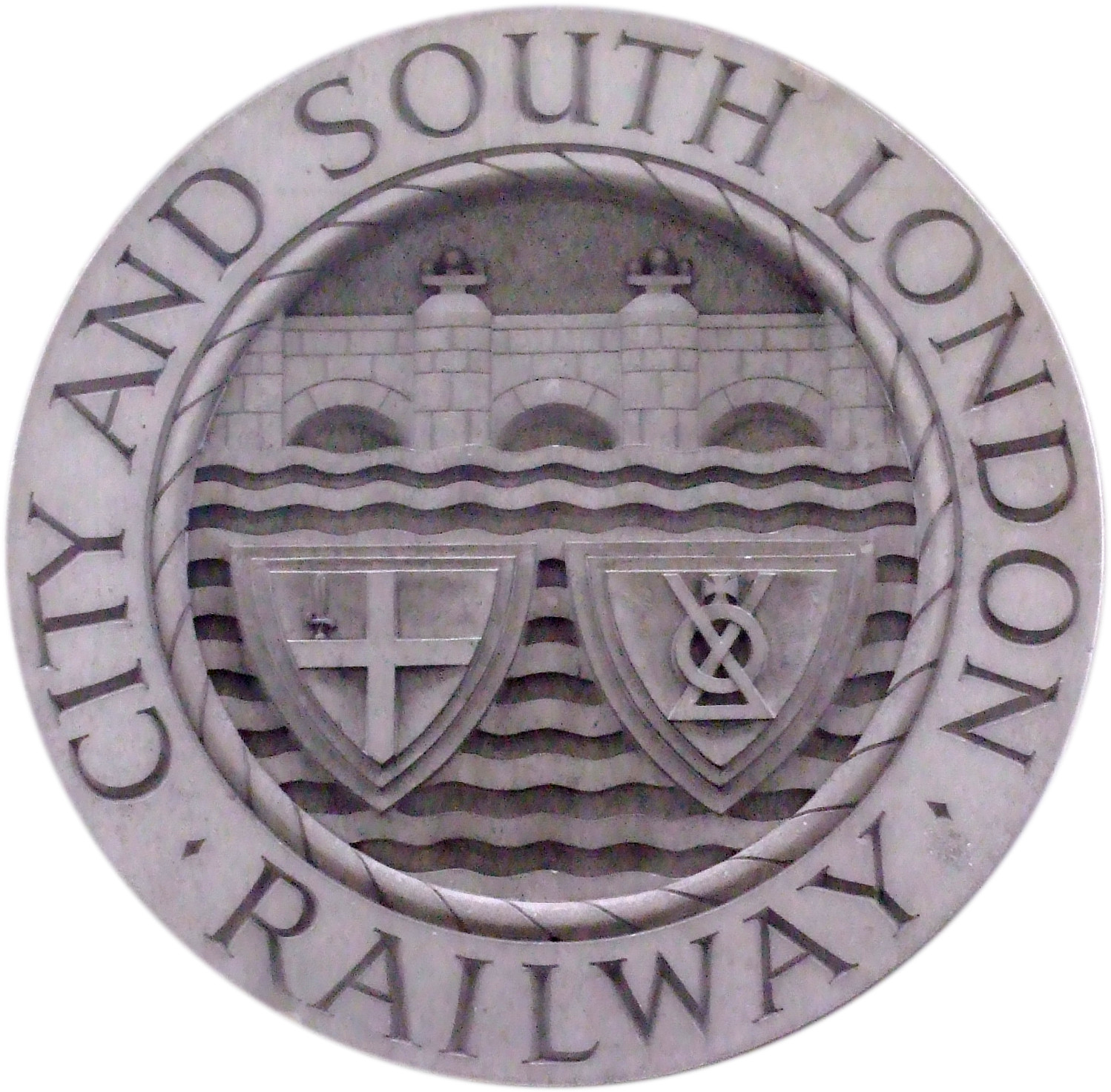
シティ・アンド・サウス・ロンドン鉄道の紋章

1883年11月に、シティ・オブ・ロンドン・アンド・サザーク地下鉄（City of London & Southwark Subway、CL&SS）の建設に関する法案が議会に提出されると発表された。法案の提案者で、かつ計画されていた鉄道の技術者は、シティ・オブ・ロンドン・アンド・サザーク地下鉄の建設に予定されているのと同じ、シールドトンネルと鋳鉄セグメントを用いて1869年から1870年にかけてタワー地下道の建設を行った、ジェームズ・グレートヘッドであった。提案されていた鉄道は、ロンドン南部のサザークにあるエレファント・アンド・キャッスルからテムズ川をくぐり、シティ・オブ・ロンドンのキング・ウィリアム通りまでを結ぶことになっていた。線路は、直径3.1メートルの2本のトンネルに敷設されることになっていた。
1884年シティ・オブ・ロンドン・アンド・サザーク地下鉄法 (City of London and Southwark Subway Act, 1884) として1884年7月28日に女王裁可を得た。この法律の5章では、以下のように触れていた。
この法律で認可された工事は以下の通りである
ショート通りからニューイントン・バッツを経て、キング・ウィリアム通りで終わる地下鉄
地下鉄は双方向の交通を2本のトンネルで分離した構造とされ、階段および水圧エレベーターでアクセスできること
1886年に、路線をエレファント・アンド・キャッスルから南へ、ケンニントンそしてストックウェルへと延長するための追加の法案が議会に提出された。この法律は1887年7月12日に1887年シティ・オブ・ロンドン・アンド・サザーク地下鉄（ケンニントン延長）法として女王裁可を得て、これにより1886年に着工した当初の区間に延長工事が行われることになった。この区間のトンネルはわずかに大きくなり、直径3.2メートルであった。鉄道が開業する前に、クラパム・コモン駅までさらに南へ延長することを認める追加法案が裁可を得た。この法律は1890年7月25日に、1890年シティ・アンド・サウス・ロンドン鉄道法として公布され、これにより会社名も変更された。

## 動力および構造物
トンネルの断面がとても小さいことと、十分な換気を行うことが難しいことから、他のロンドンの地下鉄で導入されていたような蒸気機関車で運転することは、深いところを走るチューブでは不可能であった。グレートヘッドが先に建設したタワー地下道のように、この路線でも当初は地上に設置した機関でケーブルを牽引し、トンネル内を一定速度で走らせることを想定していた。1884年の法律の5章では、以下のように指定していた。

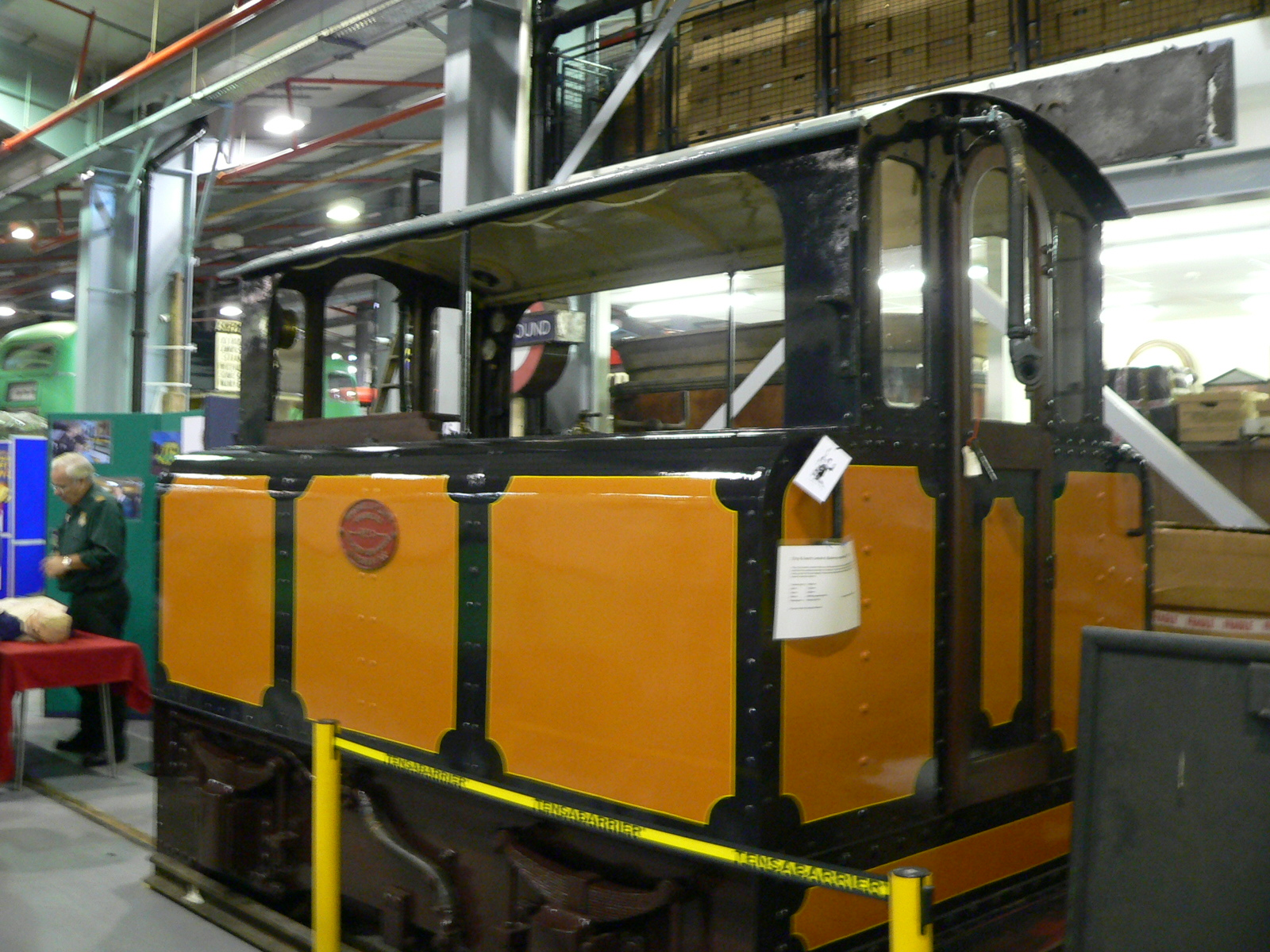
シティ・アンド・サウス・ロンドン鉄道の機関車13号、ロンドン交通博物館にて2005年

地下鉄の運行は、パテント・ケーブル・トラムウェイ会社のシステム、またはその時点で商務省が承認した、蒸気機関車以外の何らかの手段によるものとする。
パテント・ケーブル・トラムウェイ会社は、1873年にサンフランシスコで初めて発明され運行された、アンドリュー・ハリディーのケーブルカーシステムの権利を持っていた。このシステムでは、列車は自由に開閉できるクランプを用いてケーブルに接続されており、これによりケーブルを止めたり、同じケーブルに牽引されて走行している他の列車の動きを妨げたりすることなしに、車両をケーブルから切り離して止めたり、再度繋いで走らせたりすることができた。エンドレスのケーブルは独立して2組用意される予定となっており、シティ駅とエレファント・アンド・キャッスルの間では10マイル毎時（約16 km/h）、そして勾配が少ないエレファント・アンド・キャッスルとストックウェルの間では12マイル毎時（約19.2 km/h）で運転されることになっていた。しかし、追加の法律で認められた延長路線のために、ケーブルで運行するシステムの実現可能性には疑問が生じた。
このシティ・アンド・サウス・ロンドン鉄道関連の問題が、1888年にパテント・ケーブル・トラムウェイ会社が倒産する原因であったとされている。しかし、初めからずっと電気鉄道に関しては検討されており、また1886年にトンネルの建設が始まって以来、技術的には大きく進歩していた。このため、シティ・アンド・サウス・ロンドン鉄道の会長のチャールズ・グレイ・モット (Charles Grey Mott) は電気鉄道へ変更することを決定した。1896年に開通したグラスゴー地下鉄のように、他にハリディーの特許を使ったケーブル牽引式で設計されていたものはそのままであった。
採用された動力は、列車の下部にある第三軌条から供給される電力で走るもので、寸法の問題から中央より西側にオフセットして第三軌条が取り付けられていた。これ以前の10年間にも電気で列車を走らせることは実験されてきており、また小規模な運行は既に実現していたが、シティ・アンド・サウス・ロンドン鉄道は世界で初めて電気で走る大規模な鉄道であった。メイザー・アンド・プラット製の電気機関車が第三軌条から500ボルト（正確には、北行のトンネルでは+500ボルト、南行のトンネルでは-500ボルト）を集電し、何両かの客車を牽引して走った。車両基地と発電所がストックウェルに建設された。発電機の容量不足のため、駅の照明は当初はガス灯であった。車両基地は地上に設けられており、保守作業を受ける車両は当初は斜路を通じて地上に引き上げられていたが、転落事故が発生したため、すぐにエレベーターが設置された。実際のところ、機関車も客車も大規模な保守作業の時にのみ地上に送られていた。
地上にある建物の下にトンネルを建設する権利を購入しないで済ませるために、費用を負担せずにトンネルを建設することができる道路の下を通るようにした。路線の北側では、テムズ川の下を深くくぐり、またシティ・オブ・ロンドンの中世以来の街路の下を通らなければならないことで、キング・ウィリアム・ストリート駅へ通じるトンネルの配置は制約を受けた。キング・ウィリアム・ストリート駅は川に近かったために、その西側ではかなり急勾配のトンネルになった。狭い通りの下に建設したため、他の場所では横に2本並べてトンネルが建設されていたが、キング・ウィリアム・ストリート駅の近くでは上下に2本並べられ、郊外へ向かう方向の線路が下を通るようにされた。2本のトンネルは駅の直前で合流し、駅は1つの大きな断面のトンネル内に設けられて、1本の線路の両側にプラットホームを備えていた。もう一方の終点であるストックウェル駅では、やはり1本の大きなトンネルに駅があったが、中央のプラットホームの両側に線路が配置されていた。

## 開業

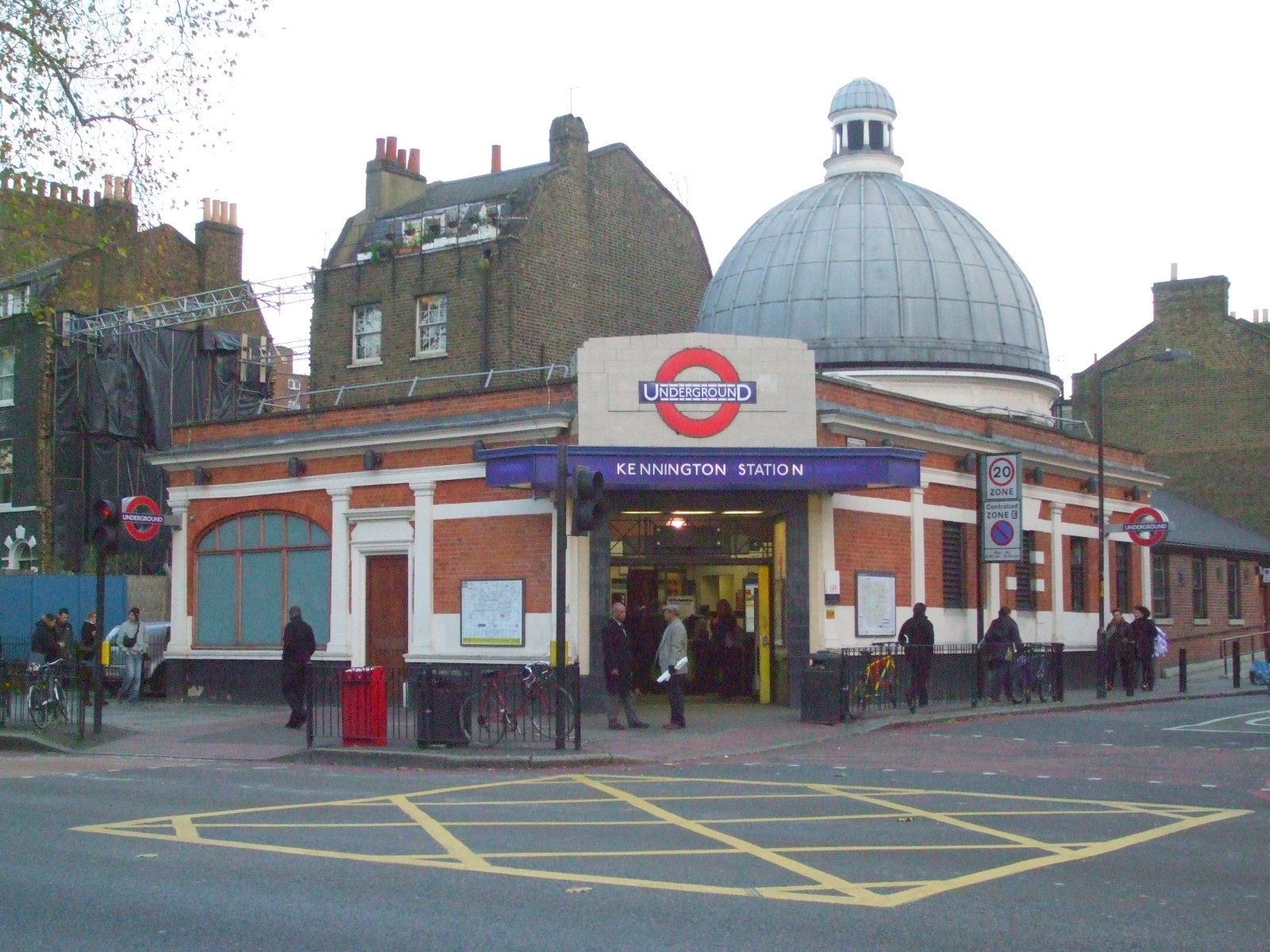
ケニントン、建て替えも本格的な改造もされていない当初のままの駅舎が残る唯一の駅である

シティ・アンド・サウス・ロンドン鉄道は、1890年11月4日にエドワード皇太子（後のエドワード7世）の臨席で開業した。一般営業は1890年12月18日に開始された。当初の路線には、以下の駅があった。
- ストックウェル駅（英語版）
- ジ・オーヴァル駅 (The Oval)、現在はオーヴァル駅（英語版）
- ケニントン駅
- エレファント&キャッスル駅
- ボロ駅
- キング・ウィリアム・ストリート駅（英語版）

当初の列車は、1両の機関車と3両の客車で構成されていた。1両の客車には23人の乗客が乗ることができ、車内にはロングシートを備え両端には乗降に使うデッキに通じる引き戸を備えていた。トンネル内では見るべきものは何もないとされたため、窓は客車の側面の高い場所に細く取り付けられただけであった。各デッキには保安係が乗務し、格子式のゲートの操作と旅客への駅名の案内を行っていた。閉所恐怖症を催すような車内はすぐに、精神病院の保護室などと呼ばれるようになった。他の鉄道会社とは違い、シティ・アンド・サウス・ロンドン鉄道では等級を設定せず、また紙の乗車券も用いなかった。この鉄道が営業を開始した時点では、2ペンスの均一運賃が設定され、ターンスタイル（硬貨を入れると1人が通れる機械式の自動改札機）を使って徴収していた。狭苦しい客車や、バスや路面電車との競争にもかかわらず、営業最初の年の1891年には510万人の旅客が乗車した。混雑緩和のために車両が増強された。

## クラパムおよびイズリントンへの延長、1890年 - 1901年
一般営業を開始する少し前に、シティ・アンド・サウス・ロンドン鉄道は北端のキング・ウィリアム・ストリート駅からイズリントンへ向けて新線を伸ばすための新たな法案を議会に提出する意向を明らかにした。キング・ウィリアム・ストリート駅は扱いづらい構造であったため、既存の路線に直接接続するのではなく、別の路線として延長し、間に歩行者用地下道を建設して乗り換えられるようにすることになっていた。この法案は既存の路線との接続ができないという理由で却下された。1891年11月に、シティ・アンド・サウス・ロンドン鉄道はイズリントンまでの延長路線の改定案の詳細を発表した。会社はキング・ウィリアム・ストリート駅の欠点を認識して、開業からまた1年しか経っていなかったのであるが、この問題を抱えた北部の路線を迂回する新しいトンネルを建設することを計画した。
ボロ駅の近くで新しいトンネルが分岐し、ロンドン・ブリッジ駅で幹線鉄道との接続を行うために新しい駅を経由する。そこからロンドン橋の東側を通り、シティ・オブ・ロンドンを抜けて北へエンジェルへ達する。合同委員会がいくつかの新しい地下鉄の提案を審査したために遅れたが、1893年シティ・アンド・サウス・ロンドン鉄道法は1893年8月24日に女王裁可を得た。またこの法律では1893年のもう1本の法律、クラパムまでの南側の延長路線を建設する期限を延長することを認めるものも含んでいた。
承認された2か所の延長路線は、資金を調達し計画を最終確定するために遅れていた。1895年から1898年まで、承認期限を延長し新たな承認を得るための3本の追加法案が議会に提出された。
- 1895年 - 1890年の法律での延長承認の期限を延ばし、キング・ウィリアム・ストリート駅への新たなアプローチトンネルの建設を承認する[29]。1895年シティ・アンド・サウス・ロンドン鉄道として1895年4月14日に承認[30]。
- 1896年 - 1893年の法律での延長承認の期限を延ばし、バンク駅の建設に変更する[31]。1896年シティ・アンド・サウス・ロンドン鉄道法として1896年8月14日に承認[32]。
- 1898年 - 1896年の法律での延長承認の期限を延ばし、南方延長路線のクラパム・コモン駅に側線を追加し、新しく提案されていたシティ・アンド・ブリクストン鉄道（英語版）にキング・ウィリアム・ストリート駅とそこへ至るトンネルを売却する[33]。1898年シティ・アンド・サウス・ロンドン鉄道法として1898年5月23日に承認[34]。

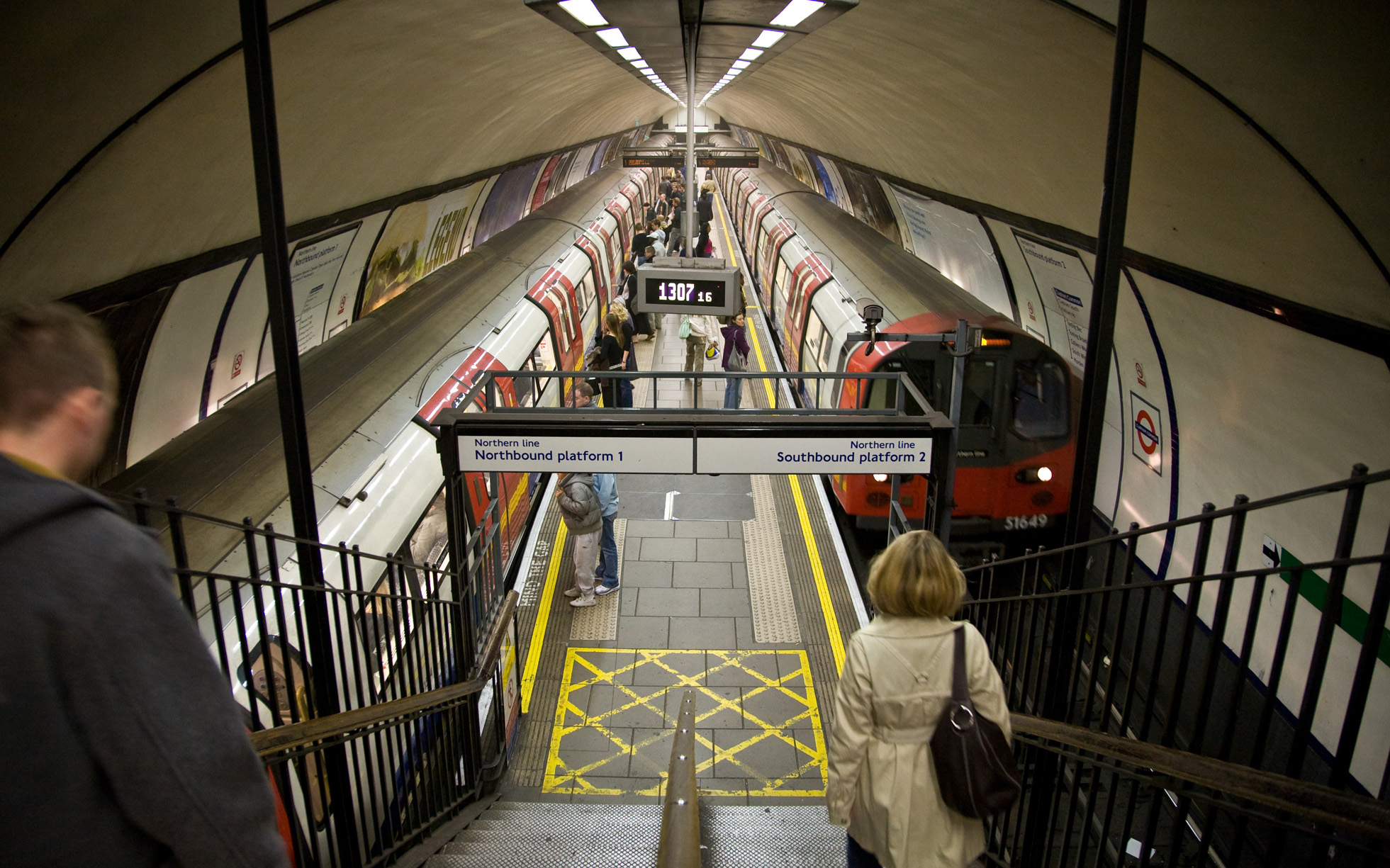
1900年の延長時点からの、狭い中央プラットホームと両側の配線、クラパム・コモン駅

1895年の法律で承認された新しいトンネルにより、キング・ウィリアム・ストリート駅の構造を変えて、中央にプラットホームを設け両側に線路を配置した形にすることができるようになった。路線延長の資金を調達する間の一時的な処置としてこの改良がおこなわれた。最終的に資金調達が成功し、建設が進められると、北部延長区間の最初の区間が1900年2月25日に開業し、同時にキング・ウィリアム・ストリート駅は廃止となった。延長区間の駅は以下の通りである。
- ロンドン・ブリッジ駅
- バンク駅
- ムーアゲート駅

また南方への延長は1900年6月3日に開業した。延長区間の駅は以下の通りである。
- クラパム・ノース駅（英語版）（当初はクラパム・ロード駅）
- クラパム・コモン駅（英語版）

当初のストックウェル駅や改良後のキング・ウィリアム・ストリート駅のように、クラパム・ロード駅とクラパム・コモン駅は1つのトンネル内に建設され、中央にプラットホーム、両側に線路という配置とされた。
さらに北部延長路線の残りの区間の建設が続けられた。1900年シティ・アンド・サウス・ロンドン鉄道法は1900年5月25日に承認され、エンジェル駅の駅部トンネルの直径を9.2メートルに拡大することを承認された。そして残りの延長区間は1901年11月17日に開通した。駅は以下の通りである。
- オールド・ストリート駅
- シティ・ロード駅（英語版）（1922年廃止）[40]
- エンジェル駅

## ユーストンまでの延長、1901年 - 1907年

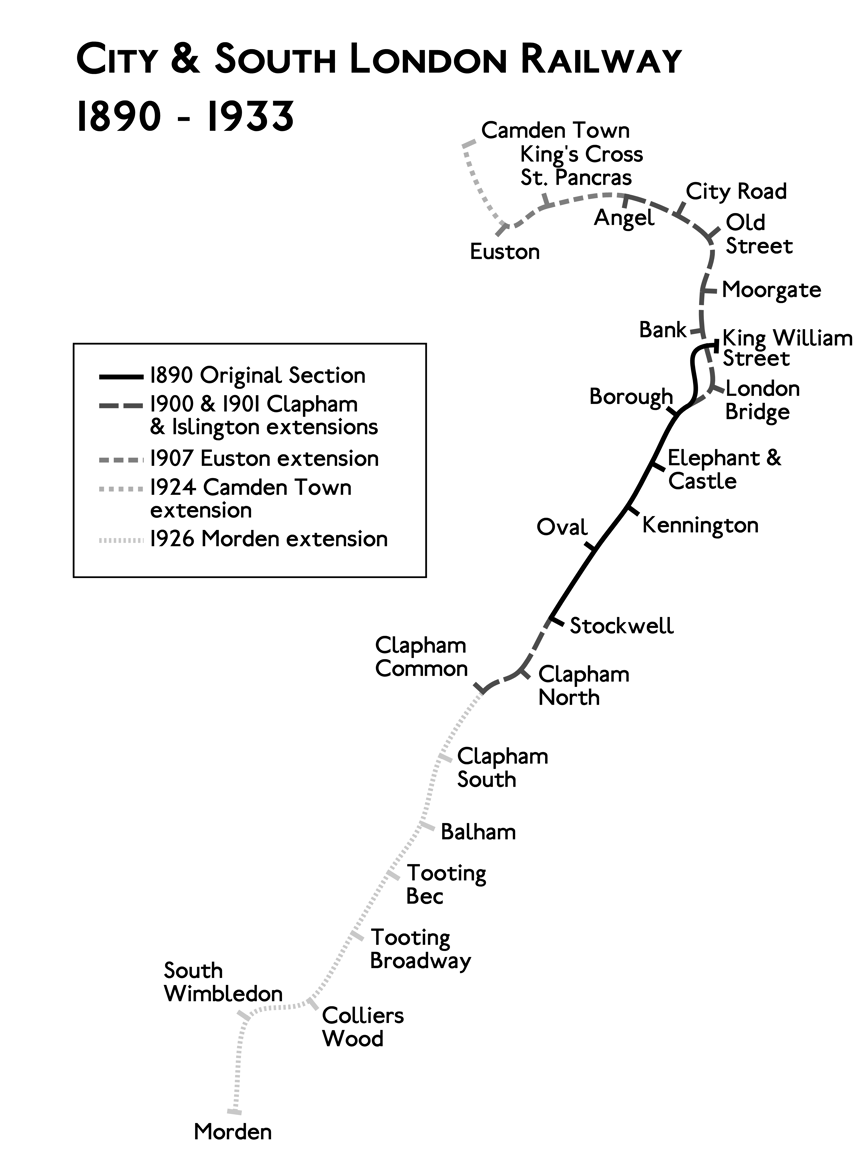
シティ・アンド・サウス・ロンドン鉄道の路線図

鉄道の技術革新や、大きな旅客需要にもかかわらず、シティ・アンド・サウス・ロンドン鉄道はあまり利益を出せず、利益を拡大することを目指して矢継ぎ早に繰り返された延長工事により、財務に問題を抱えていた。配当は少なくしかも減少しつつあり（1898年2.125パーセント、1899年1.875パーセント、1900年1.25パーセント）、キング・ウィリアム・ストリート駅の廃止という無駄遣いをしたとして訴えられていた。この評判の低下を打開し、資金を調達しやすくするために、次の路線延長の法案は1900年11月に、名目上は別の会社のイズリントン・アンド・ユーストン鉄道として提出された。しかしこの会社の会長はシティ・アンド・サウス・ロンドン鉄道と同じであった。提案された鉄道は、その時点では未完成であったシティ・アンド・サウス・ロンドン鉄道のエンジェル駅から伸ばし、幹線鉄道の駅であるキングス・クロス駅、セント・パンクラス駅、ユーストン駅へ向かうことになっていた。1900年に開業したセントラル・ロンドン鉄道の成功に刺激を受けて、他の鉄道法案も多数提出されていたのと同じ時期となり、こうした法案とともに議会の1901年の合同委員会で審議されることになった。この法案は承認されたが、委員会での審議に時間がかかったため1902年の会期に再提出しなければならないことになった。
1902年の会期では法案は再審議されたが、ロンドンの他の地下鉄であるメトロポリタン鉄道が、提案されている路線は自社のキングス・クロス駅とムーアゲート駅を結ぶ区間の営業に対して悪影響を与えるとして反対した。またイズリントン・アンド・ユーストン鉄道は、もしこの鉄道の建設が承認されれば、その権利をシティ・アンド・サウス・ロンドン鉄道が引き継ぐことを認めるように請願していた。委員会は、前年の決定を覆して、法案を却下した。1902年11月に、シティ・アンド・サウス・ロンドン鉄道は自身の名前でユーストン延長路線の許可と、休眠状態であったシティ・アンド・ブリクストン鉄道の権利を引き継ぐ承認を求める法案を提出した。ユーストンでは、計画中で未完成であったがチャリングクロス・ユーストン・アンド・ハムステッド鉄道と接続することになっていた。シティ・アンド・ブリクストン鉄道の権利を引き継ぐ意図は、バンク駅およびメトロポリタン・ディストリクト鉄道のモニュメント駅との間に歩行者用地下道があるキング・ウィリアム・ストリート駅を新たな駅として同社に使わせるためであった。テムズ川の下に3本目のトンネルを建設し、ボロ駅の北側で廃止されていた当初のトンネルと結んで、そこからかつて承認されたシティ・アンド・ブリクストン鉄道の経路を建設し、ロンドン・ブリッジ駅とオーヴァル駅で既存のシティ・アンド・サウス・ロンドン鉄道の駅と接続する。今回は法案は承認され、1903年8月11日に1903年シティ・アンド・サウス・ロンドン鉄道法として国王裁可を得た。シティ・アンド・ブリクストン鉄道は実際に建設されることはなかったが、ユーストン延長線はすぐに建設されて、1907年5月12日に開通した。駅は以下の通りである。
- キングス・クロス・セント・パンクラス駅
- ユーストン駅

## 協調と合併、1907年 - 1919年
1890年にシティ・アンド・サウス・ロンドン鉄道の最初の路線が6駅で開通して以来、地面深いところを走るチューブの路線網は拡大し、1907年までに7路線70駅以上になった。これらの会社は、地表に近いところを走る地下鉄のメトロポリタン鉄道およびメトロポリタン・ディストリクト鉄道も加わり、街路の下を縦横無尽に走り、お互いに、そして路面電車やバスと旅客獲得を巡って競争していた。場合によっては、開業前の旅客数の予測は楽観的に過ぎたこともあった。路線を利用する旅客が少なく、収入が見込みより減少すると、会社は借り入れた資本を返済し、あるいは株主に配当を支払うことが難しくなった。
こうした全体の状況を改善しようとして、地下鉄会社の大半となる、シティ・アンド・サウス・ロンドン鉄道、セントラル・ロンドン鉄道、グレート・ノーザン・アンド・シティ鉄道、ロンドン地下電気鉄道（ベーカーストリート・アンド・ウォータールー鉄道、グレート・ノーザン・ピカデリー・アンド・ブロンプトン鉄道、チャリングクロス・ユーストン・アンド・ハムステッド鉄道、メトロポリタン・ディストリクト鉄道を運営）は、1907年から運賃協定を導入した。1908年からは、全体共通のブランド"UNDERGROUND"を導入した。幹線鉄道のロンドン・アンド・サウス・ウェスタン鉄道が運営するウォータールー・アンド・シティ鉄道は、こうした協定に唯一参加しなかった。
新しく建設された鉄道が使っている、より大きくて近代的な車両が走れる大きなトンネル断面を採用するために、トンネルを拡大して容量を増強しようと、新たな法案を1912年に議会に提出した。同時にロンドン電気鉄道（1910年にロンドン地下電気鉄道が、ベーカーストリート・アンド・ウォータールー鉄道、グレート・ノーザン・ピカデリー・アンド・ブロンプトン鉄道、チャリングクロス・ユーストン・アンド・ハムステッド鉄道を合併させて設立した会社）が、シティ・アンド・サウス・ロンドン鉄道のユーストン駅からチャリングクロス・ユーストン・アンド・ハムステッド鉄道のカムデン・タウンまでを結ぶトンネルを建設する法案を提出した。これらの法案に提案されていた工事を合わせると、チャリングクロス・ユーストン・アンド・ハムステッド鉄道の列車がシティ・アンド・サウス・ロンドン鉄道に乗り入れられるようになり、実質的にこの2路線が統合されることになる。
1913年1月1日に、ロンドン電気鉄道はシティ・アンド・サウス・ロンドン鉄道を買収し、その財務状況を反映して割引となる、シティ・アンド・サウス・ロンドン鉄道の3株を自社の2株に交換した。どちらの法案も1913年8月15日に成立し、1913年シティ・アンド・サウス・ロンドン鉄道法、1913年ロンドン電気鉄道法となった。
提案された路線延長とトンネルの拡大工事は、第一次世界大戦によって遅れ、着工は大戦後のこととなった。

## 改良・接続・路線延長、1919年 - 1926年
大戦が終結して、1919年2月にシティ・アンド・サウス・ロンドン鉄道は、1913年の法律で承認されたトンネル拡大工事の期限を延長する条項を含む新しい法案を提出した。この結果、1919年8月19日通過の1919年シティ・アンド・サウス・ロンドン鉄道法が成立した。1920年には、戦時特別条項により、ロンドン電気鉄道は1913年の法律で認められた工事の期限の延長を承認された。工事期限の延長を認められたものの、地下鉄各社はこうした工事を実施するために必要な資金を調達できる状況ではなかった。戦時中に建設コストはかなり上昇しており、会社の上げる利益は調達した資本の償還に足るものではなかった。
失業問題を緩和するために公共事業のための融資に対して大蔵省が債務保証を行うことを認めた1921年産業設備法 (Trade Facilities Act, 1921) を政府が制定したことで、建設計画の実行が可能となった。この支援を得て、地下鉄各社は資金を調達し、シティ・アンド・サウス・ロンドン鉄道のトンネル拡大工事に着工できるようになった。
トンネルの拡大は、シールドトンネルの鋳鉄セグメントの一部を撤去し、裏側を必要な直径になるまで掘削して、スペーサーを入れてセグメントを再び設置することで行われた。シティ・アンド・サウス・ロンドン鉄道の北側のユーストンからムーアゲートまでの区間は1922年8月8日から運転を休止したが、残りの区間は営業を継続しながらトンネル拡大工事を夜間に実施した。1923年11月27日に、掘削中の区間の一時的な支柱に列車が衝突して崩落が起こり、トンネルが土砂で埋まってしまった。路線は一時的に2区間で別々に運行されたが、最終的に1923年11月28日に全線が運休された。
ユーストンからムーアゲートまでの区間は1924年4月20日に再開され、同時にユーストンからカムデン・タウンまでを結ぶ区間も開通した。路線の残りのクラパム・コモン駅までは1924年12月1日に再開された。トンネル拡大工事と同時に駅の改良も行われ、プラットホームは長くなり、プラットホームと通路の壁は新しい斜めのデザインが導入され、地上の駅舎の正面も更新された。いくつかの駅では、当初から設置されていたエレベーターをエスカレーターに交換した。
改良工事が進められている間に、シティ・アンド・サウス・ロンドン鉄道は1922年に、路線を南へクラパム・コモンからバーラム、トゥーティングを通ってモーデンまで延長する提案を含む法案を提出した。モーデンからは、ウィンブルドンからサットンまでの計画中の地上の鉄道路線に乗り入れてサットンまで通じることになっていた。
この法案は1923年8月2日に1923年シティ・アンド・サウス・ロンドン鉄道法として成立した。並行してサザン鉄道とこの提案に対して交渉が行われ、大きな車両基地が建設されたモーデンまでで延長路線を打ち切ることになった。モーデンまでの延長路線は1926年9月13日に開通した。駅はチャールズ・ホールデンの設計によるもので、以下の駅が開業した。
- クラパム・サウス駅（英語版）
- バーラム駅（英語版）（1926年12月6日開業）[40]
- トゥーティング・ベック駅（英語版）（当初はトリニティ・ロード駅）[40]
- トゥーティング・ブロードウェイ駅（英語版）
- コーリアーズ・ウッド駅（英語版）
- サウス・ウィンブルドン駅（英語版）
- モーデン駅

また同じく1926年9月13日には、チャリングクロス・ユーストン・アンド・ハムステッド鉄道とシティ・アンド・サウス・ロンドン鉄道を結ぶ新たな路線として、チャリング・クロス駅（現在のエンバンクメント駅）から改良されてプラットホームが4つになったケンニントンまで開通した。途中にウォータールー駅が建設された。これにより両鉄道の運行は完全に統合され、新しいロンドン地下鉄スタンダード形電車で運転されるようになった。またロンドン地下鉄路線図では、この統合された路線は一色で表現された。しかし共通して「ノーザン線」と一般に呼ばれ始める1930年代までは、別々の名前が使われていた。

## 公的所有への移管、1924年 - 1933年
シティ・アンド・サウス・ロンドン鉄道の近代化や、地下鉄網のその他の場所での様々な改良にもかかわらず、地下鉄各社は依然として利益を出すのに苦しんでいた。地下鉄グループが1912年以来所有していた、ロンドン総合路線バス会社はとても利益が上がっており、運賃をプールすることで、バス会社の利益をあまり利益の出ていない鉄道に補助するために使っていた。しかし1920年代初頭になると多くの小さなバス会社が競争を仕掛け、ロンドン総合路線バス会社の利益は侵食され、グループ全体の収益性に悪影響をもたらした。
グループの収益を守るために、経営者のアシュフィールド卿はロンドン地区の運輸事業を規制するよう政府に働きかけを行った。1920年代を通じて、交通がどの程度規制や公共の管理下に置かれるべきかについてアシュフィールドと労働党のロンドンカウンティの議員（後に庶民院議員）であったハーバート・モリソンが前面に立って議論を行い、この方向で一連の法制が進められた。アシュフィールドは、既存のグループを競争から守り、さらにロンドンカウンティにおける路面電車網を実質的に管理できるようにする法制を望んでいたが、モリソンは完全に公的所有に移すことを望んでいた。数年にわたって出だしでつまづいたものの、最終的に1930年終わりに地下鉄グループ、メトロポリタン鉄道、ロンドン旅客運輸地域として指定された範囲内のすべてのバスと路面電車を管理下に収めるロンドン旅客運輸公社を設立する法案が発表された。この公社は妥協であり、公共管理下に置かれたものの完全な国有化ではなかった。1933年7月1日に発足した。この日、シティ・アンド・サウス・ロンドン鉄道やその他の地下鉄各社は清算された。

## 名残
シティ・アンド・サウス・ロンドン鉄道が先鞭をつけて実証した、地下深くのトンネル建設と電気鉄道の技術は、その後ロンドンに建設された地下鉄の方向を形作った。それまでの蒸気機関車で運行された浅い堀割の鉄道のように広い土地を高い費用を負担して買わなくても、地下鉄を建設することが可能であることを示した。代わりに、地上の状態に悪影響を与えずに地下深くにトンネルを建設することが可能となった。そのため、この技術無しに可能だった鉄道網をはるかに上回る大規模な地下鉄網をロンドンに構築することに貢献した。しかしこうした地下深い路線のトンネル断面と深さには、欠点もあった。トンネルは車両限界を制約し、夏には暑さに悩まされることになった。
第二次世界大戦中、ボロ駅とキング・ウィリアム・ストリート駅の間の使われていないトンネルは防空壕へ改造され、入口がキング・ウィリアム・ストリート駅と、テムズ川の南に6か所建設された（計画では9か所であった）。1960年代に、使われていないトンネルはロンドン・ブリッジ駅の換気を補助するために用いられるようになり、ロンドン・ブリッジ通りにある出入口はすべてコンクリートで埋められた。現在ではこのトンネルへは、スリー・キャッスルズ・ハウスかロンドン・ブリッジ駅にあるジュビリー線からの通路でのみ到達できる。シティ・アンド・サウス・ロンドン鉄道の当初の6駅の駅舎はほとんどが建て替えられるか改良されている。ケンニントン駅の駅舎のみが当初からの外観とエレベーターシャフトの上のドーム（これは当初の駅すべてにあった特徴である）を残している。

## 鉄道車両

### 機関車

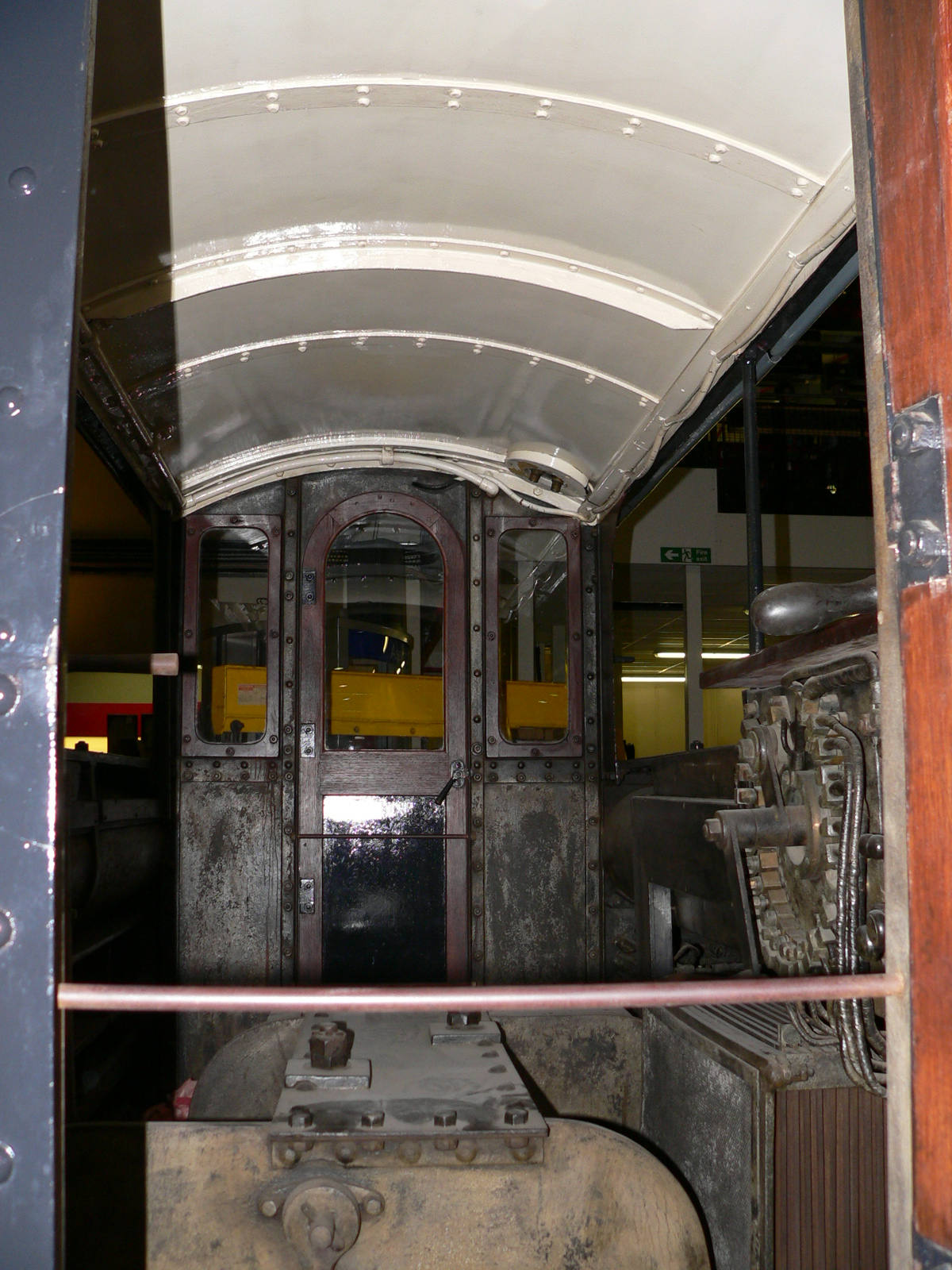
シティ・アンド・サウス・ロンドン鉄道の13号機関車の内部

| 番号  | 製造会社                           | 製造年        |
| ----- | ---------------------------------- | ------------- |
| 1–14  | メイザー・アンド・プラット         | 1889年–1890年 |
| 15–16 | シーメンス・ブラザーズ             | 1891年        |
| 17    | 自社ストックウェル工場             | 1897年-1898年 |
| 18    | クロンプトン                       | 1897年–1898年 |
| 19    | エレクトリック・コンストラクション | 1897年–1898年 |
| 20    | テムズ鉄工造船所                   | 1897年–1898年 |
| 21    | 自社ストックウェル工場             | 1899年        |
| 22    | 自社ストックウェル工場             | 1900年        |
| 23–32 | クロンプトン                       | 1899年        |
| 33–42 | クロンプトン                       | 1900年        |
| 43–52 | クロンプトン                       | 1901年        |

### 客車

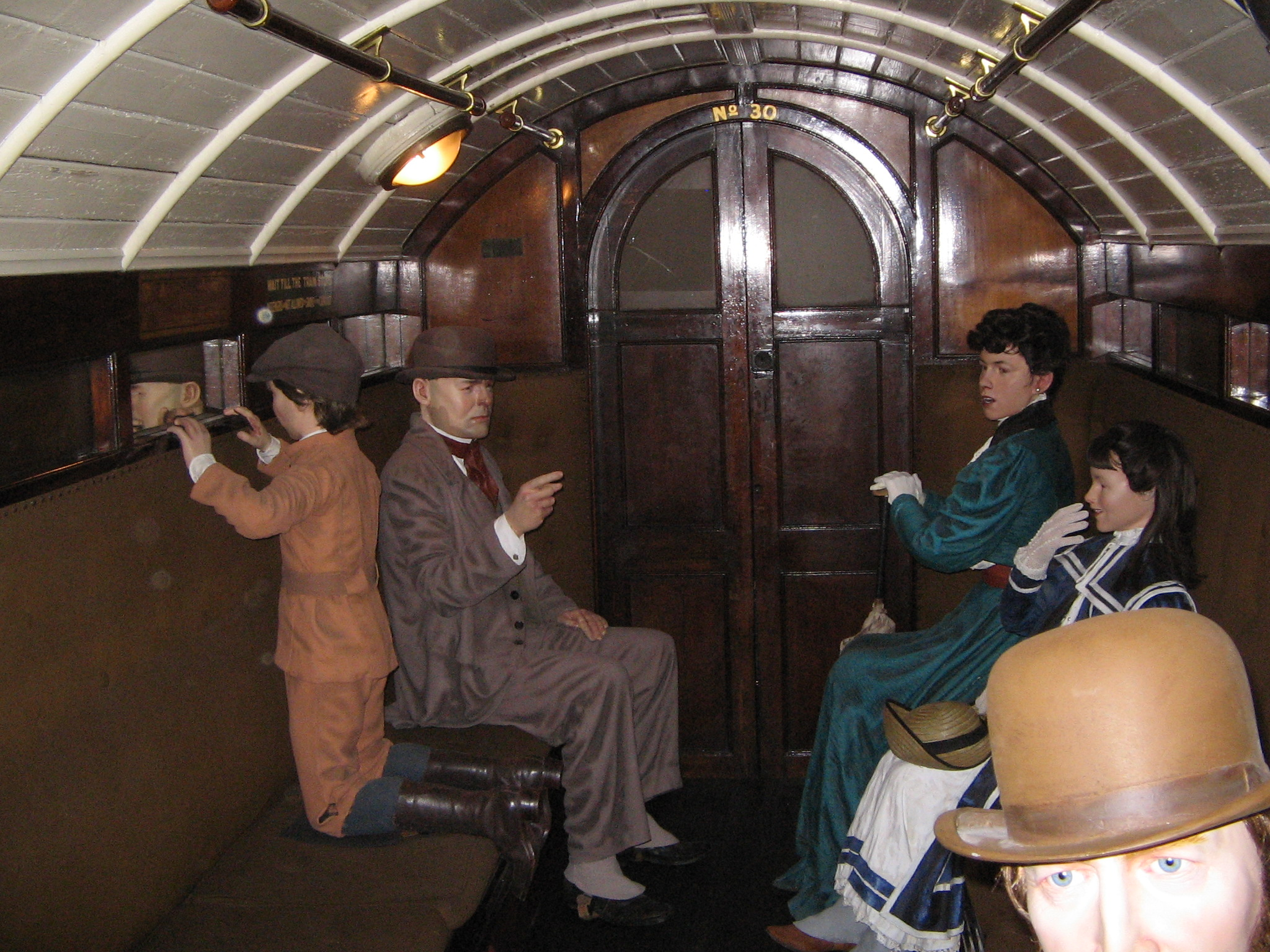
「保護室」のあだ名が付けられた客車の内部

| 番号    | 製造会社                     | 製造年        |
| ------- | ---------------------------- | ------------- |
| 1–30    | アシュベリー鉄道車両・鉄工所 | 1889年–1890年 |
| 31–36   | G.F.ミルンズ                 | 1891年        |
| 37–39   | ブリストル客貨車製造         | 1894年        |
| 40–46   | オールドベリー客貨車         | 1896年        |
| 47–54   | G.F.ミルンズ                 | 1897年        |
| 55–84   | ハースト・ネルソン           | 1899年        |
| 85–108  | G.F.ミルンズ                 | 1901年        |
| 109–124 | ブリストル客貨車製造         | 1901年        |
| 125–132 | G.F.ミルンズ                 | 1902年        |
| 133–165 | ブラッシュ電気技術           | 1907年        |

### 保存車両
多くの車両が保存されている。
| 番号 | 種類   | 保存場所                                | 備考                                         |
| ---- | ------ | --------------------------------------- | -------------------------------------------- |
| 13   | 機関車 | ロンドン交通博物館 コヴェント・ガーデン | イギリス国立鉄道博物館からの貸し出し         |
| 30   | 客車   | ロンドン交通博物館 コヴェント・ガーデン |                                              |
| 63   | 貨車   | ロンドン交通博物館 アクトン車両基地     | 1922年から1923年にかけての路線改良工事で使用 |
| 135  | 客車   | 電気鉄道博物館 (ウォリックシャー)       | 修復待ち中                                   |
| 163  | 客車   | 電気鉄道博物館 (ウォリックシャー)       | 保存作業中                                   |

35号機関車は、シティ・アンド・サウス・ロンドン鉄道の改良工事以降、メトロポリタン線のムーアゲート駅に台座に載せて展示されていた。空襲により酷く破壊されて、最終的に撤去された。39号客車は運用終了後、20年以上に渡ってオックスフォードシャーのワトリントンで夏の別荘として用いられていた。